# Isesjøen
Isesjøen (également  (Isesjø )  est un lac dans la municipalité de Sarpsborg, dans le comté d'Østfold en Norvège.

## Description
C'est le plus grand lac de la municipalité de Sarpsborg, avec une surface d'eau d'env. 6,5 kilomètres carrés. La plus grande profondeur qui a été mesurée est d'environ 25 mètres dans la partie sud. Le plus grand afflux se fait par la rivière Buerelva depuis l'est, et la sortie se fait par la rivièreIsoa à l'extrémité nord.

## Galerie

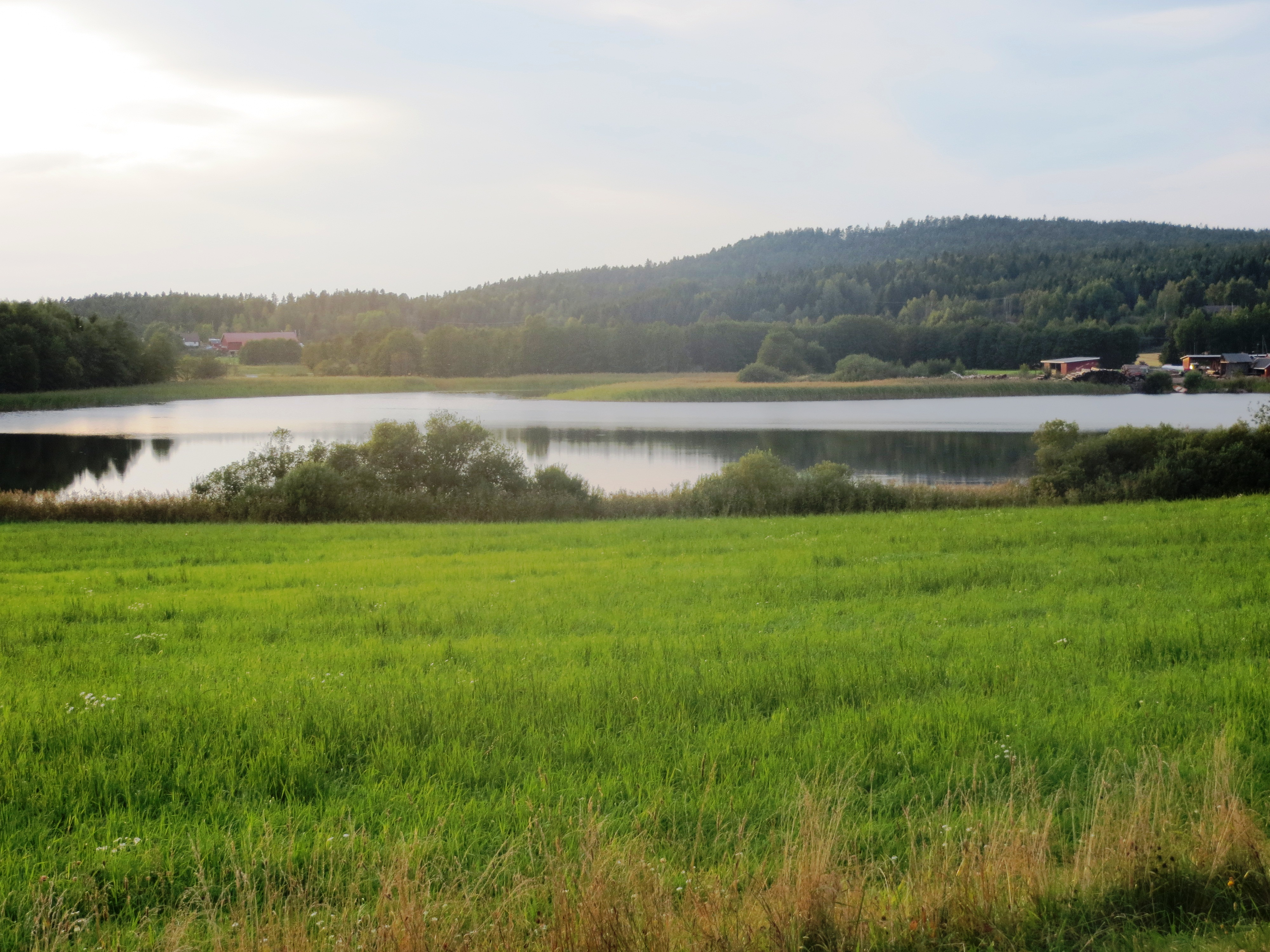
Le lac
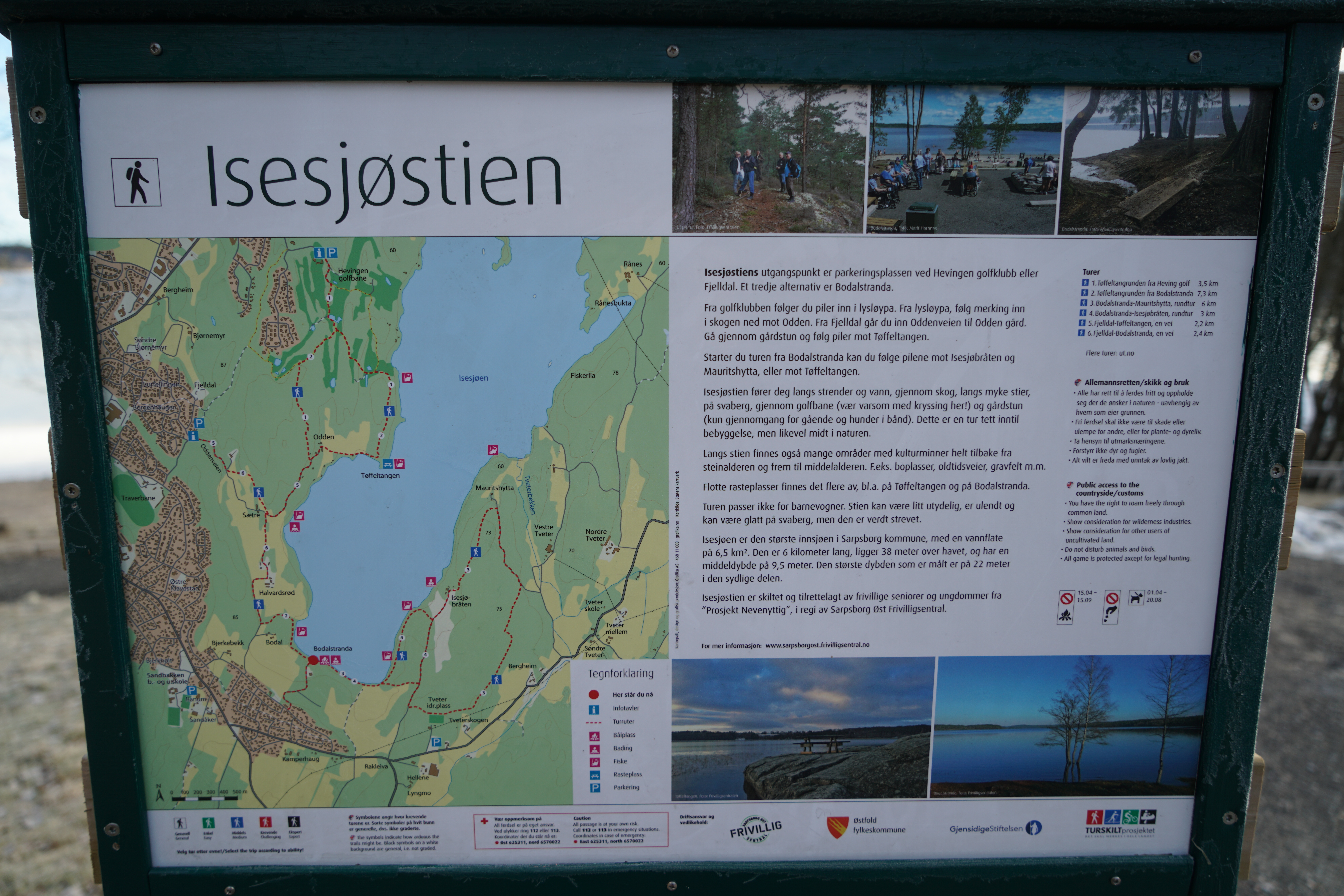
Pnnneau d'information